# Leiolepis peguensis
Leiolepis peguensis är en ödleart som beskrevs av  Peters 1971. Leiolepis peguensis ingår i släktet Leiolepis och familjen agamer. Inga underarter finns listade i Catalogue of Life.